# Philippe Daussel
Philippe Daussel est un homme politique français né le 22 mars 1813 à Périgueux (Dordogne) et décédé le 27 juillet 1883 à Montignac.
Propriétaire terrien, il est élu représentant de la Dordogne en 1871. Inscrit au centre droit, il vote avec les monarchistes. La même année, il devient conseiller général du canton de Saint-Pierre-de-Chignac. Il est sénateur, conservateur, de la Dordogne, de 1876 à 1883.

## Sources
- « Philippe Daussel », dans Adolphe Robert et Gaston Cougny, Dictionnaire des parlementaires français, Edgar Bourloton, 1889-1891 [détail de l’édition]